# Bactrocera abscondita
Bactrocera abscondita är en tvåvingeart som först beskrevs av Drew och Albany Hancock 1981.  Bactrocera abscondita ingår i släktet Bactrocera och familjen borrflugor. Inga underarter finns listade.